# Trichopteryx
Trichopteryx es un género de plantas herbáceas de la familia de las gramíneas o poáceas. Comprende 78 especies descritas y de estas, solo 5 aceptadas. Es originario de África tropical y Madagascar.

## Taxonomía
El género fue descrito por Christian Gottfried Daniel Nees von Esenbeck y publicado en A Natural System of Botany 449. 1836. La especie tipo es: Trichopteryx dregeana Nees	
Citología
Tiene un número de cromosomas de: x = 12 (?). 2n = 24. 2 ploidias.

## Especies aceptadas
A continuación se brinda un listado de las especies del género Trichopteryx aceptadas hasta febrero de 2013, ordenadas alfabéticamente. Para cada una se indica el nombre binomial seguido del autor, abreviado según las convenciones y usos:
- Trichopteryx dregeana Nees
- Trichopteryx elegantula (Hook.f.) Stapf
- Trichopteryx fruticulosa Chiov.
- Trichopteryx marungensis Chiov.
- Trichopteryx stolziana Henrard